# World RX de Alemania 2021
El World RX de Alemania 2021, originalmente World RX of Germany fue la octava y novena prueba de la Temporada 2021 del Campeonato Mundial de Rallycross. Se celebró del 27 al 28 de noviembre de 2021 en el autodrómo de Nürburgring ubicado en el pueblo de Nürburg, Renania-Palatinado, Alemania.
La octava ronda fue ganada por el sueco Johan Kristoffersson quien consiguió su tercera victoria de la temporada. Fue acompañado en el podio por el debutante suizo Yury Belevskiy y por el hungaró Krisztián Szabó. El líder del campeonato Timmy Hansen terminó la carrera en la segunda posición pero fue descalificado debido a un toque que le dio a Niclas Grönholm. El otro descalificado fue el bélga Enzo Ide por un golpe a Belevskiy.
La novena y última ronda fue ganada por el finés Niclas Grönholm quien consiguió su tercera victoria de la temporada. Con esta victoria Grönholm igualo a Johan Kristoffersson como los pilotos con más victorias en la temporada con 3 victorias. El menor de los Hansen, Kevin terminó en la segunda posición y Johan Kristoffersson terminó en la tercera posición.
Con los puntos sumados en las series, semifinales y final en la novena ronda, Johan Kristoffersson se consagró campeón del mundo por cuarta vez. En una repetición de la definición de 2019 entre Timmy Hansen y Andreas Bakkerud, Kristoffersson y Hansen empatarón en puntos con 217 cada uno pero el título fue para Kristoffersson debido a la mayor cantidad de victorias, 3 contra 2 de Hansen.
En el RX2e, el bélga Guillaume De Ridder logró la victoria y el título en el RX2e, el primero de la historia. Fue acompañado en el podio por el finés Jesse Kallio, subcampeón del campeonato y por el español Pablo Suárez quien consiguió su primer podio en la categoría.

## RX1

### Ronda 8

#### Series
| Pos. | No. | Piloto               | Equipo                          | Auto                   | Q1  | Q2  | Pts |
| ---- | --- | -------------------- | ------------------------------- | ---------------------- | --- | --- | --- |
| 1    | 1   | Johan Kristoffersson | KYB EKS JC                      | Audi S1 EKS RX Quattro | 1º  | 3º  | 16  |
| 2    | 21  | Timmy Hansen         | Hansen World RX Team            | Peugeot 208            | 3º  | 5º  | 15  |
| 3    | 95  | Yury Belevskiy       | Volland Racing KFT              | Audi S1                | 2º  | 2º  | 14  |
| 4    | 23  | Krisztián Szabó      | GRX-Set World RX Team           | Hyundai i20            | 8º  | 4º  | 13  |
| 5    | 68  | Niclas Grönholm      | GRX-Set World RX Team           | Hyundai i20            | 6º  | 1º  | 12  |
| 6    | 91  | Enzo Ide             | KYB EKS JC                      | Audi S1 EKS RX Quattro | 4º  | 10º | 11  |
| 7    | 36  | Guerlain Chicherit   | UNKORRUPTED                     | Renault Mégane R.S.    | 5º  | 9º  | 10  |
| 8    | 27  | Davy Jeanney         | Davy Jeanney                    | Hyundai i20            | 7º  | 7º  | 9   |
| 9    | 9   | Kevin Hansen         | Hansen World RX Team            | Peugeot 208            | 9º  | 6º  | 8   |
| 10   | 73  | Tamás Kárai          | Kárai Motorsport Sportegyesület | Audi S1                | 10º | 8º  | 7   |
| 11   | 31  | Stefan Kristensson   | Team SKÅAB                      | Ford Fiesta            | 12º | 11º | 6   |
| 12   | 92  | Anton Marklund       | Hedströms Motorsport            | Hyundai i20            | 11º | 13º | 5   |
| 13   | 2   | Ollie O'Donovan      | Ollie O'Donovan                 | Ford Fiesta            | DNF | 12º | 4   |
| 14   | 84  | Hervé Knapick        | Hervé Knapick                   | Citroën DS3            | DNF | DNS | 0   |

#### Semifinales
Semifinal 1
| Pos. | No. | Piloto               | Equipo                | Tiempo     | Pts |
| ---- | --- | -------------------- | --------------------- | ---------- | --- |
| 1    | 1   | Johan Kristoffersson | KYB EKS JC            | 03:39.927  | 6   |
| 2    | 68  | Niclas Grönholm      | GRX-Set World RX Team | +2.100     | 5   |
| 3    | 23  | Krisztián Szabó      | GRX-Set World RX Team | +6.654     | 4   |
| 4    | 36  | Guerlain Chicherit   | UNKORRUPTED           | +12.793    | 3   |
| 5    | 9   | Kevin Hansen         | Hansen World RX Team  | +13.764    | 2   |
| 6    | 31  | Stefan Kristensson   | Team SKÅAB            | +2 vueltas | 1   |

Semifinal 2
| Pos. | No. | Piloto         | Equipo                          | Tiempo    | Pts |
| ---- | --- | -------------- | ------------------------------- | --------- | --- |
| 1    | 95  | Yury Belevskiy | Volland Racing KFT              | 03:42.148 | 6   |
| 2    | 91  | Enzo Ide       | KYB EKS JC                      | +6.038    | 5   |
| 3    | 21  | Timmy Hansen   | Hansen World RX Team            | +6.203    | 4   |
| 4    | 27  | Davy Jeanney   | Davy Jeanney                    | +9.559    | 3   |
| 5    | 92  | Anton Marklund | Hedströms Motorsport            | +9.847    | 2   |
| 6    | 73  | Tamás Kárai    | Kárai Motorsport Sportegyesület | +17.530   | 1   |

#### Final
| Pos. | No. | Piloto               | Equipo                | Tiempo        | Pts |
| ---- | --- | -------------------- | --------------------- | ------------- | --- |
| 1    | 1   | Johan Kristoffersson | KYB EKS JC            | 03:44.666     | 8   |
| 2    | 95  | Yury Belevskiy       | Volland Racing KFT    | +4.644        | 5   |
| 3    | 23  | Krisztián Szabó      | GRX-Set World RX Team | +5.077        | 4   |
| 4    | 68  | Niclas Grönholm      | GRX-Set World RX Team | +5.751        | 3   |
| DSQ  | 21  | Timmy Hansen         | Hansen World RX Team  | Descalificado | 0   |
| DSQ  | 91  | Enzo Ide             | KYB EKS JC            | Descalificado | 0   |

### Ronda 9

#### Series
| Pos. | No. | Piloto               | Equipo                          | Auto                   | Q1  | Q2  | Q3  | Pts |
| ---- | --- | -------------------- | ------------------------------- | ---------------------- | --- | --- | --- | --- |
| 1    | 1   | Johan Kristoffersson | KYB EKS JC                      | Audi S1 EKS RX Quattro | 1º  | 3º  | 1º  | 16  |
| 2    | 21  | Timmy Hansen         | Hansen World RX Team            | Peugeot 208            | 2º  | 2º  | 3º  | 15  |
| 3    | 91  | Enzo Ide             | KYB EKS JC                      | Audi S1 EKS RX Quattro | 7º  | 1º  | 8º  | 14  |
| 4    | 68  | Niclas Grönholm      | GRX-Set World RX Team           | Hyundai i20            | 5º  | 6º  | 2º  | 13  |
| 5    | 23  | Krisztián Szabó      | GRX-Set World RX Team           | Hyundai i20            | 3º  | 5º  | 6º  | 12  |
| 6    | 9   | Kevin Hansen         | Hansen World RX Team            | Peugeot 208            | 10º | 4º  | 4º  | 11  |
| 7    | 95  | Yury Belevskiy       | Volland Racing KFT              | Audi S1                | 6º  | 9º  | 5º  | 10  |
| 8    | 92  | Anton Marklund       | Hedströms Motorsport            | Hyundai i20            | 4º  | 10º | 10º | 9   |
| 9    | 36  | Guerlain Chicherit   | UNKORRUPTED                     | Renault Mégane R.S.    | 9º  | 8º  | 7º  | 8   |
| 10   | 27  | Davy Jeanney         | Davy Jeanney                    | Hyundai i20            | 8º  | 7º  | 9º  | 7   |
| 11   | 73  | Tamás Kárai          | Kárai Motorsport Sportegyesület | Audi S1                | 11º | 12º | 11º | 6   |
| 12   | 31  | Stefan Kristensson   | Team SKÅAB                      | Ford Fiesta            | 12º | 11º | DNF | 5   |
| 13   | 2   | Ollie O'Donovan      | Ollie O'Donovan                 | Ford Fiesta            | 13º | DNF | 12º | 4   |

#### Semifinales
Semifinal 1
| Pos. | No. | Piloto               | Equipo                          | Tiempo        | Pts |
| ---- | --- | -------------------- | ------------------------------- | ------------- | --- |
| 1    | 1   | Johan Kristoffersson | KYB EKS JC                      | 03:40.482     | 6   |
| 2    | 91  | Enzo Ide             | KYB EKS JC                      | +1.542        | 5   |
| 3    | 36  | Guerlain Chicherit   | UNKORRUPTED                     | +3.395        | 4   |
| 4    | 23  | Krisztián Szabó      | GRX-Set World RX Team           | +5.805        | 3   |
| 5    | 73  | Tamás Kárai          | Kárai Motorsport Sportegyesület | +12.968       | 2   |
| DSQ  | 95  | Yury Belevskiy       | Volland Racing KFT              | Descalificado | 0   |

Semifinal 2
| Pos. | No. | Piloto             | Equipo                | Tiempo     | Pts |
| ---- | --- | ------------------ | --------------------- | ---------- | --- |
| 1    | 9   | Kevin Hansen       | Hansen World RX Team  | 03:47.220  | 6   |
| 2    | 68  | Niclas Grönholm    | GRX-Set World RX Team | +2.946     | 5   |
| 3    | 21  | Timmy Hansen       | Hansen World RX Team  | +3.651     | 4   |
| 4    | 92  | Anton Marklund     | Hedströms Motorsport  | +4.170     | 3   |
| 5    | 31  | Stefan Kristensson | Team SKÅAB            | +15.952    | 2   |
| 6    | 27  | Davy Jeanney       | Davy Jeanney          | +3 vueltas | 1   |

#### Final
| Pos. | No. | Piloto               | Equipo                | Tiempo    | Pts |
| ---- | --- | -------------------- | --------------------- | --------- | --- |
| 1    | 68  | Niclas Grönholm      | GRX-Set World RX Team | 03:40.557 | 8   |
| 2    | 9   | Kevin Hansen         | Hansen World RX Team  | +4.031    | 5   |
| 3    | 1   | Johan Kristoffersson | KYB EKS JC            | +4.259    | 4   |
| 4    | 21  | Timmy Hansen         | Hansen World RX Team  | +5.480    | 3   |
| 5    | 36  | Guerlain Chicherit   | UNKORRUPTED           | +8.759    | 2   |
| 6    | 91  | Enzo Ide             | KYB EKS JC            | +16.091   | 1   |

## RX2e

### Series
| Pos. | No. | Piloto              | Equipo               | Auto          | Q1 | Q2 | Q3 | Q4 | Pts |
| ---- | --- | ------------------- | -------------------- | ------------- | -- | -- | -- | -- | --- |
| 1    | 47  | Jesse Kallio        | Olsbergs MSE         | OMSE QEV RX2e | 2º | 1º | 1º | 2º | 16  |
| 2    | 96  | Guillaume De Ridder | Guillaume De Ridder  | OMSE QEV RX2e | 1º | 2º | 2º | 3º | 15  |
| 3    | 13  | Patrick O'Donovan   | Patrick O'Donovan    | OMSE QEV RX2e | 7º | 6º | 3º | 1º | 14  |
| 4    | 2   | Kobe Pauwels        | Ann Luijten          | OMSE QEV RX2e | 9º | 4º | 3º | 4º | 13  |
| 5    | 112 | Pepe Arqué          | Escudería Mollerussa | OMSE QEV RX2e | 3º | 9º | 5º | 5º | 12  |
| 6    | 12  | Klara Andersson     | Team SKÅAB           | OMSE QEV RX2e | 5º | 6º | 4º | 6º | 11  |
| 7    | 82  | Isak Sjökvist       | Olsbergs MSE         | OMSE QEV RX2e | 4º | 7º | 9º | 7º | 10  |
| 8    | 5   | Pablo Suárez        | Monlau Compéticion   | OMSE QEV RX2e | 6º | 5º | 7º | 9º | 9   |
| 9    | 28  | Filip Thorén        | Olsbergs MSE         | OMSE QEV RX2e | 8º | 8º | 8º | 8º | 8   |

### Semifinales
Semifinal 1
| Pos. | No. | Piloto            | Equipo               | Tiempo    | Pts |
| ---- | --- | ----------------- | -------------------- | --------- | --- |
| 1    | 47  | Jesse Kallio      | Olsbergs MSE         | 03:51.589 | 6   |
| 2    | 112 | Pepe Arqué        | Escudería Mollerussa | +2.784    | 5   |
| 3    | 82  | Isak Sjökvist     | Olsbergs MSE         | +5.260    | 4   |
| 4    | 13  | Patrick O'Donovan | Patrick O'Donovan    | +7.736    | 3   |
| 5    | 28  | Filip Thorén      | Olsbergs MSE         | +12.903   | 2   |

Semifinal 2
| Pos. | No. | Piloto              | Equipo              | Tiempo    | Pts |
| ---- | --- | ------------------- | ------------------- | --------- | --- |
| 1    | 96  | Guillaume De Ridder | Guillaume De Ridder | 03:55.265 | 6   |
| 2    | 2   | Kobe Pauwels        | Ann Luijten         | +0.372    | 5   |
| 3    | 5   | Pablo Suárez        | Monlau Compéticion  | +2.473    | 4   |
| 4    | 12  | Klara Andersson     | Team SKÅAB          | +5.202    | 3   |

### Final
| Pos. | No. | Piloto              | Equipo               | Tiempo    | Pts |
| ---- | --- | ------------------- | -------------------- | --------- | --- |
| 1    | 96  | Guillaume De Ridder | Guillaume De Ridder  | 03:53.965 | 8   |
| 2    | 47  | Jesse Kallio        | Olsbergs MSE         | +2.357    | 5   |
| 3    | 5   | Pablo Suárez        | Monlau Compéticion   | +3.064    | 4   |
| 4    | 2   | Kobe Pauwels        | Ann Luijten          | +3.111    | 3   |
| 5    | 82  | Isak Sjökvist       | Olsbergs MSE         | +5.448    | 2   |
| 6    | 112 | Pepe Arqué          | Escudería Mollerussa | +7.250    | 1   |

## Campeonatos tras la prueba
| Pos | Piloto               | Pts | Dif |
| --- | -------------------- | --- | --- |
| 1   | Johan Kristoffersson | 217 |     |
| 2   | Timmy Hansen         | 217 | +0  |
| 3   | Niclas Grönholm      | 197 | +20 |
| 4   | Kevin Hansen         | 191 | +26 |
| 5   | Krisztián Szabó      | 162 | +55 |

| Pos | Piloto              | Pts | Dif |
| --- | ------------------- | --- | --- |
| 1   | Guillaume De Ridder | 134 |     |
| 2   | Jesse Kallio        | 123 | +11 |
| 3   | Pablo Suárez        | 76  | +58 |
| 4   | Patrick O'Donovan   | 76  | +58 |
| 5   | Isak Sjökvist       | 72  | +62 |

- Nota: Sólo se incluyen las cinco posiciones principales.